# Steingrímur Steinþórsson
Steingrímur Steinþórsson, född 12 februari 1893, död 14 november 1966, var Islands statsminister från 14 mars 1950 till 11 september 1953. Han var medlem i partiet Framsóknarflokkurinn.